# Convento de la Concepción de San Miguel

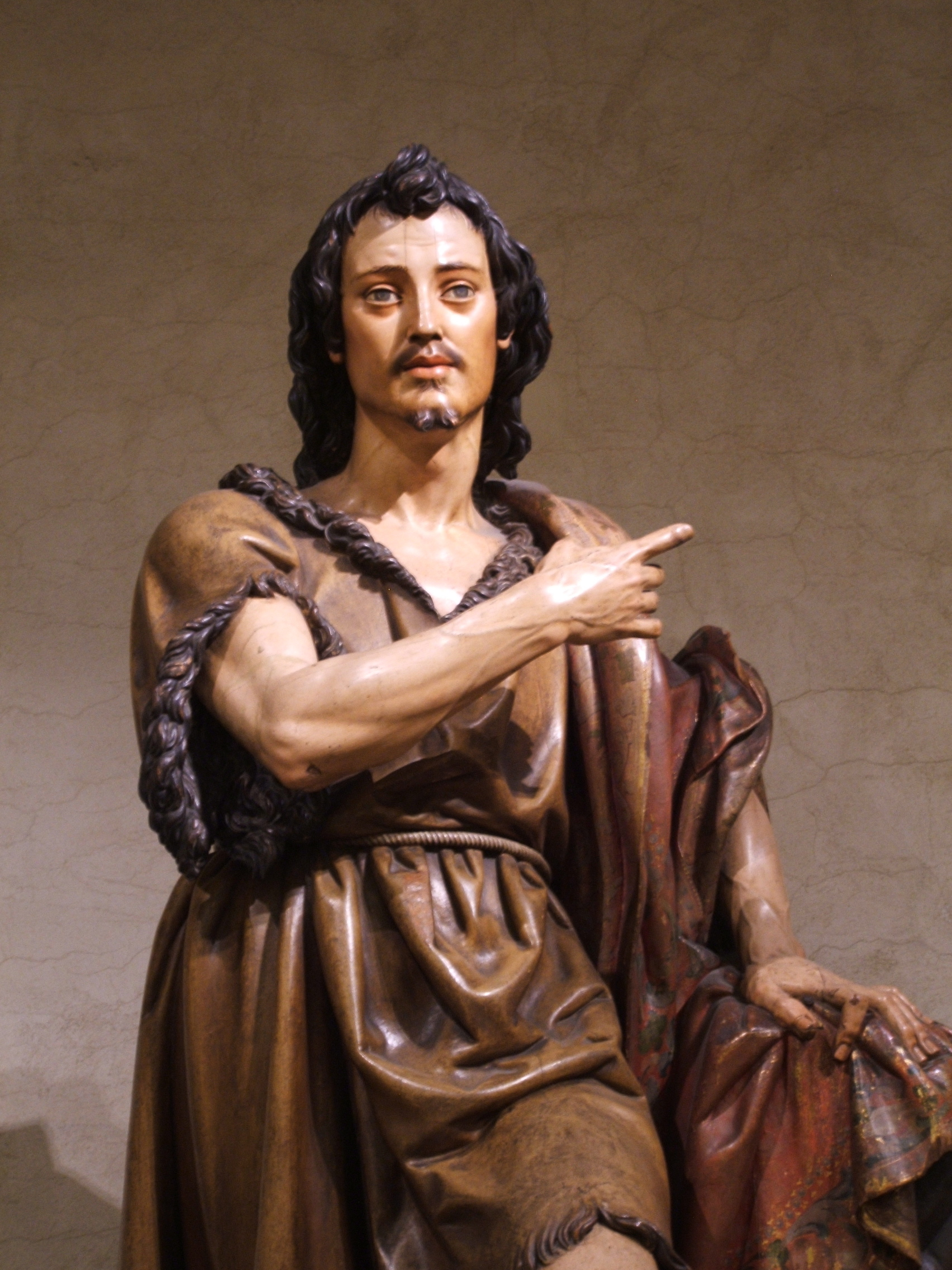
Imagen de San Juan Bautista, atribuida a Juan Martínez Montañés, procedente de este convento que se encuentra actualmente en el MET de Nueva York.

El Convento de la Concepción, de concepcionistas franciscanas, se encontraba en Sevilla (Andalucía, España). Fue fundado a comienzos del siglo XVI y desamortizado en 1837. Se encontraba cerca de la Iglesia de San Miguel.
Tenía el mismo título que otro convento de la misma orden, que se encontraba cerca de la Iglesia de San Juan de la Palma, fundado también a comienzos del siglo XVI y exclaustrado en 1868.
Tras la desamortización, las religiosas del Convento de la Concepción de San Miguel fueron llevadas al Convento de Santa María del Socorro.
Donde estuvo la iglesia se construyó el Colegio Notarial, que en el salón de actos tiene un artesonado mudéjar de finales del siglo XVI que perteneció a este convento. Las dependencias conventuales ocupaban el resto de la media manzana comprendida entre las calles San Miguel y Trajano, donde ahora hay viviendas. En el Museo de Artes y Costumbres Populares de Sevilla se conserva un azulejo de este convento con su nombre y el número de la calle, de la segunda mitad del siglo XVIII.
En el Museo Metropolitano de Nueva York se conserva una imagen escultórica de San Juan Bautista, atribuida a Juan Martínez Montañés de hacia 1608, que según el historiador Hernández Díaz puede proceder de este convento.